# Oxalis madrensis
Oxalis madrensis là một loài thực vật có hoa trong họ Chua me đất. Loài này được S. Watson mô tả khoa học đầu tiên năm 1890.